# Tripleville
Tripleville är en kommun i departementet Loir-et-Cher i regionen Centre-Val de Loire i de centrala delarna av Frankrike. Kommunen ligger i kantonen Ouzouer-le-Marché som tillhör arrondissementet Blois. År 2018 hade Tripleville 176 invånare.

## Befolkningsutveckling
Antalet invånare i kommunen Tripleville
| Referens: INSEE |